# Prowers megye
Prowers megye az Amerikai Egyesült Államokban, azon belül Colorado államban található. Megyeszékhelye és legnagyobb városa Lamar. Lakosainak száma 11 999 fő (2020. április 1.). Prowers megye Kiowa, Baca, Bent, Greeley, Hamilton és Stanton megyékkel határos.

## Népesség
A megye népességének változása:
| Lakosok száma | 12 568 | 12 498 | 12 416 | 12 291 | 11 954 | 11 999 |
|               | 2010   | 2011   | 2012   | 2013   | 2015   | 2020   |